# Panormo (Epiro)

Epiro e regiões vizinhas

Panormo (em latim: Panormus; em grego: Πάνορμος; romaniz.: Pánormos) foi um antigo porto grego da Caônia, no Epiro, localizado quase a meio caminho das cidades de Órico e Onquesmo. Segundo Estrabão, era um grande porto em meio as Montanhas Ceraunianas. Provavelmente seu sítio localiza-se na moderna Porto Palermo, ao sul de Himara, na Albânia. Este porto deve ser distinguido daquele homônimo de Órico, atualmente o Porto Raguseu (base de Paxaliman).